# تاکه
تاکِه (به نروژی: Taake) یک گروه بلک متال از برگن نروژ است. این گروه در سال ۱۹۹۳ بنیان گذاشته شد و تنها عضو ثابت گروه هوسْت نام دارد که در این سال‌ها بیشتر ترانه‌ها را نوشته و ضبط کرده‌است.
این گروه خودشان را «بلک متال نروژی واقعی» توصیف می‌کنند و هوست جایی گفته‌است که «می‌خواهد غرور ملی و نوستالژی فرهنگی را در شنوندگان نروژی‌اش بیدار کند» و همچنین به مردم یادآوری کند «که جهنم درست همین‌جا روی زمین است و انسان‌ها می‌توانند شیاطین باشند». متن همهٔ قطعه‌ها به خط رونی نوشته و چاپ شده و با گویش محلی هوست اجرا می‌شوند. «Taake» املای قدیمی واژهٔ «tåke» است که در نروژی معنای مه می‌دهد.

## جنجال‌ها
هوست در سال‌های ۲۰۰۶ و ۲۰۰۷ به دلیل ارتکاب جرایمی مانند خشونت، مدتی را در زندان گذرانده‌است.
در سال ۲۰۱۲ تاکه برای ترانهٔ ضداسلام «طوفان» نامزد دریافت جایزهٔ موسیقی معتبر اِسپِلمان شد. این نامزدی با توجه به شعر بی‌پروای ترانه که در قسمتی از آن می‌گوید «محمد و پیروان محمد برن به دَرَک» مورد انتقاد قرار گرفت. در برابر این انتقادها مقامات اسپلمان از این نامزدی دفاع کردند و گفتند: «ما در نروژ از آزادی بیان کامل لذت می‌بریم و هیئت منصفهٔ ما در هیچ شرایطی، قصد سانسور چیزی را ندارند». هوست هم در واکنش به این اتفاق‌ها گفت که علی‌رغم اینکه شعر ترانه، مسلمانان را لعنت می‌کند، تاکه خشونت یا نژادپرستی را تشویق نمی‌کند. دیدگاه ما این است که پیروی از مسیحیت یا اسلام شرم آور است». او همچنین از رسانه‌ها به دلیل عدم پوشش اشعار تاکه در مورد مسیحیت انتقاد کرد.
در سال ۲۰۱۸، تاکه به‌خاطر فشارها و تهدیدهای گروه ضدفاشیسم انتیفا تور ایالات متحده‌اش را لغو کرد. هوست در پاسخ به این رخداد گفت که تاکه یک گروه نژادپرست نیست، نبوده و نخواهد بود. او گفت: «این اتفاق نشان داد که چگونه اقلیت کوچکی از آشوبگران چپ، می‌توانند با توسل به دروغ، اطلاعات نادرست و تهدید به خشونت خواسته‌هایشان را بر اکثریت تحمیل کنند».

## دیسکوگرافی
| سال انتشار | عنوان آلبوم                                             | نوع             |
| ---------- | ------------------------------------------------------- | --------------- |
| ۱۹۹۹       | شب‌هنگام دروازه را باز می‌بیند (Nattestid Ser Porten Vid) | آلبوم استودیویی |
| ۲۰۰۲       | بهشت بر برگن می‌گرید (Over Bjoergvin graater himmerik)   | آلبوم استودیویی |
| ۲۰۰۵       | منظومهٔ مرگ هوردالاند (Hordalands doedskvad)             | آلبوم استودیویی |
| ۲۰۰۷       | Nekro                                                   | ای‌پی            |
| ۲۰۰۸       | هنرهای ظلمانی (Svartekunst)                             | ای‌پی لایو       |
| ۲۰۰۸       | تاکه                                                    | آلبوم استودیویی |
| ۲۰۱۱       | عصر (Kveld)                                             | ای‌پی            |
| ۲۰۱۱       | اسلحهٔ نروژ (Noregs vaapen)                              | آلبوم استودیویی |
| ۲۰۱۴       | سرما (Kulde)                                            | ای‌پی            |
| ۲۰۱۴       | خانهٔ نزاع (Stridens hus)                                | آلبوم استودیویی |
| ۲۰۱۷       | انگیزه‌های نهان (Baktanker)                              | ای‌پی            |
| ۲۰۱۷       | زمستان پادشاه (Kong Vinter)                             | آلبوم استودیویی |